# Campeonato Sul-Americano de Corta-Mato de 2008
O 23º Campeonato Sul-Americano de Corta-Mato de 2008 foi realizado em Assunção, no Paraguai, no dia 2 de março de 2008. Participaram da competição 91 atletas de sete nacionalidades. Na categoria sênior masculino Marilson Gomes dos Santos do Brasil levou o ouro, e na categoria sênior feminino Inés Melchor do Peru levou o ouro. 

## Medalhistas
Esses foram os campeões da competição. 
| Evento                   | Ouro                                   | Ouro  | Prata                         | Prata | Bronze                                    | Bronze |
| ------------------------ | -------------------------------------- | ----- | ----------------------------- | ----- | ----------------------------------------- | ------ |
| Individual               |                                        |       |                               |       |                                           |        |
| Masculino sênior (12 km) | Marilson Gomes dos Santos · Brasil     | 37:28 | Jorge Cabrera · Paraguai      | 37:58 | Giovanny Amador · Colômbia                | 38:12  |
| Masculino júnior (8 km)  | Gilberto Silvestre Lopes · Brasil      | 26:22 | Derlis Ramón Ayala · Paraguai | 26:30 | Éderson Vilela Pereira · Brasil           | 26:48  |
| Masculino juvenil (4 km) | Antonio Ribeiro Barbosa Filho · Brasil | 12:29 | René Champi · Peru            | 12:39 | Miguel Angel Amador · Colômbia            | 12:46  |
| Feminino sênior (8 km)   | Inés Melchor · Peru                    | 28:19 | Zenaide Vieira · Brasil       | 28:51 | Maria Zeferina Rodrigues Baldaia · Brasil | 29:12  |
| Feminino júnior (6 km)   | Yoni Ninahuamán · Peru                 | 23:10 | Rosario Romero · Peru         | 23:18 | Yessica Huamán · Peru                     | 23:37  |
| Feminino juvenil (3 km)  | Soledad Torre · Peru                   | 10:37 | Florencia Borelli · Argentina | 10:49 | Lucrecia Ortíz · Argentina                | 11:00  |
| Equipe                   |                                        |       |                               |       |                                           |        |
| Masculino sênior         | Brasil                                 | 15    | Colômbia                      | 18    | Venezuela                                 | 22     |
| Masculino júnior         | Brasil                                 | 9     | Argentina                     | 23    | Paraguai                                  | 25     |
| Masculino juvenil        | Brasil                                 | 5     | Paraguai                      | 13    |                                           |        |
| Feminino sênior          | Brasil                                 | 11    | Argentina                     | 25    | Venezuela                                 | 32     |
| Feminino júnior          | Peru                                   | 6     | Brasil                        | 19    | Argentina                                 | 22     |
| Feminino juvenil         | Argentina                              | 5     | Peru                          | 6     | Paraguai                                  | 13     |

## Resultados da corrida

### Masculino sênior (12 km)
Individual
| Posição           | Atleta                    | Nacionalidade | Tempo |
| ----------------- | ------------------------- | ------------- | ----- |
| Medalha de ouro   | Marilson Gomes dos Santos | Brasil        | 37:28 |
| Medalha de prata  | Jorge Cabrera             | Paraguai      | 37:58 |
| Medalha de bronze | Giovanny Amador           | Colômbia      | 38:12 |
| 4                 | Cosme Anselmo de Souza    | Brasil        | 38:32 |
| 5                 | José Cicero Eloy          | Brasil        | 38:35 |
| 6                 | Jean Carlos Calzadilla    | Venezuela     | 38:40 |
| 7                 | José Gregorio Peña        | Venezuela     | 38:47 |
| 8                 | Herder Vásquez            | Colômbia      | 39:11 |
| 9                 | Jhon Tello                | Colômbia      | 39:13 |
| 10                | Rolando Pillco            | Bolívia       | 39:14 |
| 11                | José Gutemberg Ferreira   | Brasil        | 39:29 |
| 12                | Robert Lugo               | Venezuela     | 39:38 |
| 13                | Matías Juan José Roth     | Argentina     | 39:50 |
| 14                | John Jairo Vargas         | Colômbia      | 40:09 |
| 15                | Ulises Pedro Sanguinetti  | Argentina     | 40:22 |
| 16                | Didimo Armando Sánchez    | Venezuela     | 41:13 |
| 17                | Mauro Carrasco            | Argentina     | 41:29 |
| 18                | Roberto Carlos González   | Paraguai      | 42:21 |
| 19                | Gustavo Alberto López     | Paraguai      | 42:33 |
| 20                | Orlando Javier Elizeche   | Paraguai      | 47:18 |
| —                 | Roberto Carlos Balcedo    | Argentina     | DNF   |
| —                 | Raúl Cardozo              | Paraguai      | DNF   |
| —                 | Damiao Anselmo de Souza   | Brasil        | DNF   |
| —                 | Oscar Robayo              | Colômbia      | DNF   |

Equipe
| Marilson Gomes dos Santos | 1          |
| Cosme Anselmo de Souza†   | 4 or (n/s) |
| José Cicero Eloy†         | 4 or (n/s) |
| José Gutemberg Ferreira   | 10         |

| Giovanny Amador     | 3     |
| Herder Vásquez      | 7     |
| Jhon Tello          | 8     |
| (John Jairo Vargas) | (n/s) |
| (Oscar Robayo)      | (DNF) |

| Jean Carlos Calzadilla   | 5     |
| José Gregorio Peña       | 6     |
| Robert Lugo              | 11    |
| (Didimo Armando Sánchez) | (n/s) |

| Jorge Cabrera             | 2     |
| Roberto Carlos González   | 15    |
| Gustavo Alberto López     | 16    |
| (Orlando Javier Elizeche) | (n/s) |
| (Raúl Cardozo)            | (DNF) |

| Matías Juan José Roth    | 12    |
| Ulises Pedro Sanguinetti | 13    |
| Mauro Carrasco           | 14    |
| (Roberto Carlos Balcedo) | (DNF) |

* Nota: Os atletas entre parênteses não pontuaram para o resultado da equipe.
†: Um dos dois atletas foi um não marcador.

### Masculino júnior (8 km)
Individual
| Posição           | Atleta                         | Nacionalidade | Tempo |
| ----------------- | ------------------------------ | ------------- | ----- |
| Medalha de ouro   | Gilberto Silvestre Lopes       | Brasil        | 26:22 |
| Medalha de prata  | Derlis Ramón Ayala             | Paraguai      | 26:30 |
| Medalha de bronze | Éderson Vilela Pereira         | Brasil        | 26:48 |
| 4                 | Luis Alberto Orta              | Venezuela     | 27:13 |
| 5                 | José Marcio Leao da Silva      | Brasil        | 27:16 |
| 6                 | Sergio Daniel Pérez            | Argentina     | 27:27 |
| 7                 | Matías Martín Schiel           | Argentina     | 27:42 |
| 8                 | Alexander Rojas                | Colômbia      | 28:00 |
| 9                 | Esteban Franco Quispe          | Peru          | 28:26 |
| 10                | Joaquín Arbe                   | Argentina     | 28:30 |
| 11                | Walter Corbalán                | Argentina     | 29:10 |
| 12                | Iván Guillermo González        | Paraguai      | 29:33 |
| 13                | Carlos Roberto Báez            | Paraguai      | 31:09 |
| 14                | José Francisco Bordón          | Paraguai      | 31:11 |
| 15                | Claudio Nicolás Gómez          | Paraguai      | 33:00 |
| —                 | Paulo Sergio dos Reis Carvalho | Brasil        | DNF   |

Equipe
| Gilberto Silvestre Lopes         | 1     |
| Éderson Vilela Pereira           | 3     |
| José Marcio Leao da Silva        | 5     |
| (Paulo Sergio dos Reis Carvalho) | (DNF) |

| Sergio Daniel Pérez  | 6     |
| Matías Martín Schiel | 7     |
| Joaquín Arbe         | 10    |
| (Walter Corbalán)    | (n/s) |

| Derlis Ramón Ayala      | 2     |
| Iván Guillermo González | 11    |
| Carlos Roberto Báez     | 12    |
| (José Francisco Bordón) | (n/s) |
| (Claudio Nicolás Gómez) | (n/s) |

* Nota: Os atletas entre parênteses não pontuaram para o resultado da equipe.

### Masculino juvenil (4 km)
Individual
| Posição           | Atleta                        | Nacionalidade | Tempo |
| ----------------- | ----------------------------- | ------------- | ----- |
| Medalha de ouro   | Antonio Ribeiro Barbosa Filho | Brasil        | 12:29 |
| Medalha de prata  | René Champi                   | Peru          | 12:39 |
| Medalha de bronze | Miguel Angel Amador           | Colômbia      | 12:46 |
| 4                 | Cleiton Pedro Machado         | Brasil        | 13:08 |
| 5                 | Evandro Maciel                | Brasil        | 13:10 |
| 6                 | Jorge Burgos                  | Argentina     | 14:13 |
| 7                 | Carlos Alejandro González     | Paraguai      | 14:39 |
| 8                 | Diego José Cabrera            | Paraguai      | 14:45 |
| 9                 | Edulfo David Forcado          | Paraguai      | 15:45 |

Equipe
| Antonio Ribeiro Barbosa Filho | 1     |
| Cleiton Pedro Machado         | 4     |
| (Evandro Maciel)              | (n/s) |

| Carlos Alejandro González | 6     |
| Diego José Cabrera        | 7     |
| (Edulfo David Forcado)    | (n/s) |

* Nota: Os atletas entre parênteses não pontuaram para o resultado da equipe.

### Feminino sênior (8 km)
Individual
| Posição           | Atleta                             | Nacionalidade | Tempo |
| ----------------- | ---------------------------------- | ------------- | ----- |
| Medalha de ouro   | Inés Melchor                       | Peru          | 28:19 |
| Medalha de prata  | Zenaide Vieira                     | Brasil        | 28:51 |
| Medalha de bronze | Maria Zeferina Rodrigues Baldaia   | Brasil        | 29:12 |
| 4                 | Nelbi Sánchez                      | Bolívia       | 29:12 |
| 5                 | Sandra Amarillo                    | Argentina     | 29:13 |
| 6                 | Isabel Cristina Feliciano da Silva | Brasil        | 29:38 |
| 7                 | Julia Rivera                       | Peru          | 29:51 |
| 8                 | Nadia Rodríguez                    | Argentina     | 29:58 |
| 9                 | Yeisy Álvarez                      | Venezuela     | 30:16 |
| 10                | Rosângela Raimunda Pereira Faria   | Brasil        | 30:59 |
| 11                | Zuleima Amaya                      | Venezuela     | 31:19 |
| 12                | Rosa Elizabeth Ramos               | Paraguai      | 31:26 |
| 13                | Rosa Capurro                       | Argentina     | 31:30 |
| 14                | Mileidys Jaimes                    | Venezuela     | 31:40 |
| 15                | Andrea Latapie                     | Argentina     | 32:21 |
| 16                | Carmen Patricia Martínez           | Paraguai      | 34:15 |
| 17                | María Verónica Domínguez           | Paraguai      | 35:02 |
| 18                | Cristina Ramona Ramos              | Paraguai      | 36:57 |

Equipe
| Zenaide Vieira                     | 2     |
| Maria Zeferina Rodrigues Baldaia   | 3     |
| Isabel Cristina Feliciano da Silva | 6     |
| (Rosângela Raimunda Pereira Faria) | (n/s) |

| Sandra Amarillo  | 5     |
| Nadia Rodríguez  | 8     |
| Rosa Capurro     | 12    |
| (Andrea Latapie) | (n/s) |

| Yeisy Álvarez   | 9  |
| Zuleima Amaya   | 10 |
| Mileidys Jaimes | 13 |

| Rosa Elizabeth Ramos     | 11    |
| Carmen Patricia Martínez | 14    |
| María Verónica Domínguez | 15    |
| (Cristina Ramona Ramos)  | (n/s) |

* Nota: Os atletas entre parênteses não pontuaram para o resultado da equipe.

### Feminino júnior (6 km)
Individual
| Posição           | Atleta                            | Nacionalidade | Tempo |
| ----------------- | --------------------------------- | ------------- | ----- |
| Medalha de ouro   | Yoni Ninahuamán                   | Peru          | 23:10 |
| Medalha de prata  | Rosario Romero                    | Peru          | 23:18 |
| Medalha de bronze | Yessica Huamán                    | Peru          | 23:37 |
| 4                 | Viviane Amorim Figueiredo         | Brasil        | 24:02 |
| 5                 | Nadia Fernanda Aguilera Conceição | Brasil        | 24:42 |
| 6                 | Etelvina Bagolin                  | Argentina     | 25:00 |
| 7                 | Erika Gómez                       | Argentina     | 25:12 |
| 8                 | Angie Rocío Orjuela               | Colômbia      | 25:21 |
| 9                 | Gladis Rodríguez                  | Argentina     | 25:38 |
| 10                | Marta Raquel Pino                 | Argentina     | 25:53 |
| 11                | Poliana Oliveira Borges           | Brasil        | 26:28 |
| 12                | Fátima Viviane Romero             | Paraguai      | 28:35 |
| —                 | Damiana Batista Seles             | Brasil        | DNF   |

Equipe
| Yoni Ninahuamán | 1 |
| Rosario Romero  | 2 |
| Yessica Huamán  | 3 |

| Viviane Amorim Figueiredo         | 4  |
| Nadia Fernanda Aguilera Conceição | 5  |
| Poliana Oliveira Borges           | 10 |

| Etelvina Bagolin        | 6     |
| Erika Gómez             | 7     |
| Gladis Rodríguez        | 9     |
| (Marta Raquel Pino)     | (10)  |
| (Damiana Batista Seles) | (DNF) |

* Nota: Os atletas entre parênteses não pontuaram para o resultado da equipe.

### Feminino juvenil (3 km)
Individual
| Posição           | Atleta                     | Nacionalidade | Tempo |
| ----------------- | -------------------------- | ------------- | ----- |
| Medalha de ouro   | Soledad Torre              | Peru          | 10:37 |
| Medalha de prata  | Florencia Borelli          | Argentina     | 10:49 |
| Medalha de bronze | Lucrecia Ortíz             | Argentina     | 11:00 |
| 4                 | Juana Paniagua             | Paraguai      | 11:18 |
| 5                 | Danitza Crisóstomo         | Peru          | 11:30 |
| 6                 | Jéssica Pelario Bueno      | Brasil        | 11:33 |
| 7                 | Keila Cristina Rodrigues   | Brasil        | 11:47 |
| 8                 | Diana Melo                 | Colômbia      | 12:04 |
| 9                 | Valdilene dos Santos Silva | Brasil        | 12:08 |
| 10                | Elena Victoria Fernández   | Paraguai      | 12:34 |
| 11                | Selva Florentin            | Paraguai      | 12:47 |

Equipe
| Florencia Borelli | 2 |
| Lucrecia Ortíz    | 3 |

| Soledad Torre      | 1 |
| Danitza Crisóstomo | 5 |

| Juana Paniagua           | 4     |
| Elena Victoria Fernández | 9     |
| (Selva Florentin)        | (n/s) |

| Jéssica Pelario Bueno        | 6     |
| Keila Cristina Rodrigues     | 7     |
| (Valdilene dos Santos Silva) | (n/s) |

* Nota: Os atletas entre parênteses não pontuaram para o resultado da equipe.

## Quadro de medalhas (não oficial)
| Ordem | País      | Medalha de ouro | Medalha de prata | Medalha de bronze | Total |
| ----- | --------- | --------------- | ---------------- | ----------------- | ----- |
| 1     | Brasil    | 7               | 2                | 2                 | 11    |
| 2     | Peru      | 4               | 3                | 1                 | 8     |
| 3     | Argentina | 1               | 3                | 2                 | 6     |
| 4     | Paraguai  | 0               | 3                | 2                 | 5     |
| 5     | Colômbia  | 0               | 1                | 2                 | 3     |
| 6     | Venezuela | 0               | 0                | 2                 | 2     |
|       | TOTAL     | 12              | 12               | 11                | 35    |

* Nota: O total de medalhas incluem  as competições individuais e de equipe, com medalhas na competição por equipe contando como uma medalha.

## Participação
De acordo com uma contagem não oficial, participaram 91 atletas de 7 nacionalidades. 
| - Argentina (19) - Bolívia (2) - Brasil (23) | - Colômbia (9) - Paraguai (21) | - Peru (9) - Venezuela (8) |